# Szanzsar Athamovics Turszunov
Szanzsar Athamovics Turszunov (üzbégül: Sanjar Atham oʻgʻli Tursunov; oroszul: Санжар Атхамович Турсунов; Taskent, Szovjetunió, 1986. december 29. –) orosz-üzbég labdarúgó, az ukrán FK Vorszkla Poltava középpályása.

## Sikerei, díjai

### Klubcsapattal
Volga Nyizsnyij Novgorod
- Pervij Gyivizion ezüstérmes: 2010

### A válogatottal
Üzbegisztán
- Ázsia-kupa 4. helyezés: 2011

### Egyéni
- Az év üzbég labdarúgója: 2012